# Заречье (Новосильский район)
Заре́чье — село, административный центр Зареченского сельского поселения Новосильского района Орловской области.

## Описание

### Местоположение
Расположено на равнинном месте в излучине реки Зуши, на её левом берегу в 1 км от районного центра и древнего городища Новосиль, в 65 км от Орла. Через село проходят две дороги областного значения: Новосиль — Залегощь и Новосиль — Малоархангельск.

### История
Название селения получено от его расположения за рекой (на противоположном берегу реки) относительно города Новосиля. Второе название (более позднее) — по храму. В письменных источниках упоминается в ДКНУ (дозорной книге Новосильского уезда) писца Петра Есипова и подьячего Венедикта Махова, составленной в 1614—1615 годах. В ней говорится о казачьих слободах, опоясывающих Новосиль с юго-восточной стороны и перекрывающих места возможных татарских переправ. Одной из них и была слобода Зарецкая (за речкой). Здесь стояла клетская деревянная церковь и находилось 39 дворов. Каменный Храм во имя Покрова Пресвятой Богородицы с приделом Святителя и Чудотворца Николая построен в 1801 году на средства прихожан. В 1893 году стены храма были расписаны священными изображениями. Приход состоял из самого села и деревни Тростникова. Православные жители отмечают два престольных праздника: «Покров» и «Николу». В Советское время здание церкви использовалось для нужд производства. Здесь располагался известный в Орловской области завод плодово-ягодных вин. В настоящее время храм «стоит без пения» в полуразрушенном состоянии.

## Население
| 1857 | 1859  | 1915  | 2002 | 2010 |
| ---- | ----- | ----- | ---- | ---- |
| 1130 | ↗1267 | ↗2194 | ↘779 | ↗865 |

По приходским спискам за 1857 год в селе насчитывалось 1130 государственных крестьян, по сведениям 1859 года — 1267 человек и 136 дворов, а в 1915 году — 2194 человека и 309 дворов, имелись земская школа и церковно — приходская.

## Люди, связанные с селом
- Букреев, Иван Семенович — народный артист РСФСР, лирический тенор, ведущий солист ансамбля песни и танца Советской Армии имени Б. А. Александрова
- Музалев, Иван Алексеевич — Герой Советского Союза, участник Великой Отечественной войны